# Havnelev Sogn
Havnelev Sogn 
ist eine Kirchspielsgemeinde (dän.: Sogn)
auf der Insel Sjælland im südlichen Dänemark.
Bis 1970 gehörte sie zur Harde Stevns Herred im damaligen Præstø Amt, danach zur Stevns Kommune im Storstrøms Amt, die im Zuge der  Kommunalreform zum 1. Januar 2007 in der „neuen“ Stevns Kommune in der Region Sjælland aufgegangen ist.
Im Kirchspiel leben 1490 Einwohner (Stand: 1. Januar 2023), zum großen Teil Einwohner der Hafenstadt Rødvig, die sich auch auf das Gebiet des Lille Heddinge Sogn erstreckt.
Im Kirchspiel liegt die Kirche „Havnelev Kirke“. Das Kirchdorf Havnelev selbst hat weniger als 200 Einwohner.
Nachbargemeinden sind im Westen Lyderslev Sogn, im Norden Frøslev Sogn und im Osten Lille Heddinge Sogn.